# Ryan Mason
Ryan Glen Mason (født 13. juni 1991) er en engelsk tidligere fodboldspiller, der spillede som midtbanespiller, blandt andet for Tottenham og Hull. Han nåede desuden at spille én kamp for Englands landshold. Den 20. april 2021 blev Mason udnævnt som midlertidig cheftræner for Tottenham som afløser for José Mourinho, hvor han var til sommeren 2021.

## Karriere

### Tottenham Hotspur
Mason kom til Tottenham Hotspur Academy i juni 2007 og underskrev sin første professionelle kontrakt tolv måneder senere i en alder af 17 år. Han fik sin professionelle debut i UEFA Cup-gruppespillet den 27. november 2008, som indskifter for David Bentley i en 1-0 udesejr mod NEC Nijmegen. I 2008-09-sæsonen blev han akademitopscorer med 29 mål i 31 kampe, da Hotspur endte som nummer to i Premier Academy League.
I de følgende år var han udlejet til en række mindre klubber, inden han fik en sæson i Tottenhams førsteholdstrup og spillede 22 Premier League-kampe med et enkelt mål til følge. Det blev dog kun til otte kampe fra start, så selv om han havde fået en langvarig kontrakt med klubben, var Mason klar til at søge nye græsgange.

### Hull City
Mason blev i 2016 solgt til Hull, hvor han blev det hidtil dyreste indkøb med en pris på over £10 millioner. Han fik en udmærket start, men blev alvorligt skadet i januar i en kamp mod Chelsea, hvor han i en hovedstødsduel med Gary Cahill fik kraniebrud og måtte opereres. Han måtte stoppe karrieren som følge af skaden.

### Landshold
Mason har spillet nogle få kampe på de engelske ungdomslandshold, inden han fik debut på A-landsholdet i en venskabskamp mod Italien, da han blev skiftet inden for Jordan Henderson 16 minutter før tid; han nåede at lægge op til Andros Townsends sene udligningsmål i 1-1 kampen. Det blev hans eneste landskamp.